# Данкл, Нэнси
Нэнси Данкл (англ. Nancy Dunkle; род. 10 января 1955) ― бывшая американская баскетболистка, принимала участие в соревнованиях на летних Олимпийских играх 1976 года.

## Баскетбол
Данкл выступала в составе американской сборной на соревнованиях Всемирной Универсиады 1973 года, которые состоялись в Москве. Это был восьмой турнир своего рода, но первый, в котором принимали участие американские баскетболистки. Сборная США в первом раунде провела матч с командой СССР, в котором проиграла хозяевам со счётом 92-43. Американкам, однако, удалось выиграть следующие две игры. После предварительного раунда команды переходили в медальный раунд, в котором было учтено первоначальное поражение от команды СССР. В медальном раунде сборная США выиграла свои следующие три игры, включая матч против команды Кубы, которую американки победили со счётом 59-44. В финале они снова выступили против советских спортсменок и снова проиграли. Игроки американской сборной были удостоены серебряных медалей.
В 1975 году Данкл играла в сборной США на Панамериканских играх, состоявшихся в Мехико, Мексика. Американцы заняли второе место и в 1967, и в 1971 годах, но выиграл все семь матчей на соревнованиях 1975 года, тем самым выиграв свои первые золотые медали с 1963 года.
Данкл также была отобрана в сборную США, которая участвовала в 1975 году в Чемпионате Мира, который состоялся в Кали, Колумбия. Её команда проиграла команде Японии со счётом 73-71. В следующем матче им пришлось столкнуться с командой Чехословакии, над которой они одержали победу со счётом 66-65. Сборная США была отослана в утешительный турнир, где они выиграли в трёх из четырёх матчей, но проиграли канадкам со счётом 74-68. Американски завершили соревнования на восьмом месте.
Данкл также играла в американской сборной на Олимпиаде 1976 года, состоявшейся в Монреале, Канада. После поражения в первом матче с командой Японии, сборная США обыграла сборную Болгарии, но затем столкнулась с принимающей сборной Канады. Данкл в этом матче оказалась лучшим бомбардиром в своей команде (17 очков), и канадки были побеждены со счётом 84-71. После проигрыша команде СССР, американкам была необходима победа на командой Чехословакии, чтобы вернуться домой с медалями. Данкл забила на 14 очков, а сборная СШа победила со счётом 83-67 и её игроки были удостоены серебряных медалей.